# Tino Kadewere
Tinotenda Kadewere, mer känd som Tino, född 5 januari 1996 i Harare, är en zimbabwisk fotbollsspelare som spelar för Aris. Han spelar även för Zimbabwes landslag.

## Karriär
Kadeweres moderklubb är Prince Edward School. Därefter spelade han för Harare City. Han gjorde sju mål för klubben under 2015.
I augusti 2015 lånades Kadewere ut till Djurgårdens IF på ett låneavtal över resten av säsongen 2015 och därefter med en köpoption. Den 29 augusti 2015 gjorde Kadewere allsvensk debut i en 4–2-vinst över Halmstads BK, där han blev inbytt i den 82:a minuten mot Sam Johnson. I november 2015 utnyttjade Djurgården köpoptionen och Kadewere skrev på ett fyraårskontrakt med klubben.
Den 27 juli 2018 värvades Kadewere av franska Le Havre. I klubben gjorde Kadewere succé och säsongen 2019/20 vann Kadewere skytteligan i Ligue 2 med 20 mål. Succésäsongen drog till sig intresse och den 22 januari 2020 värvades Kadewere av Olympique Lyonnais. Han lånades dock direkt tillbaka till Le Havre på ett låneavtal över resten av säsongen 2019/2020. Den 29 augusti 2022 lånades Kadewere ut till spanska Mallorca på ett säsongslån.
Den 4 januari 2024 lånades Kadewere ut till Nantes på ett låneavtal över resten av säsongen 2023/2024 med en köpoption inkluderad. Den 14 maj 2024 blev han sedan klar för en permanent övergång till klubben.